# Wasiristan

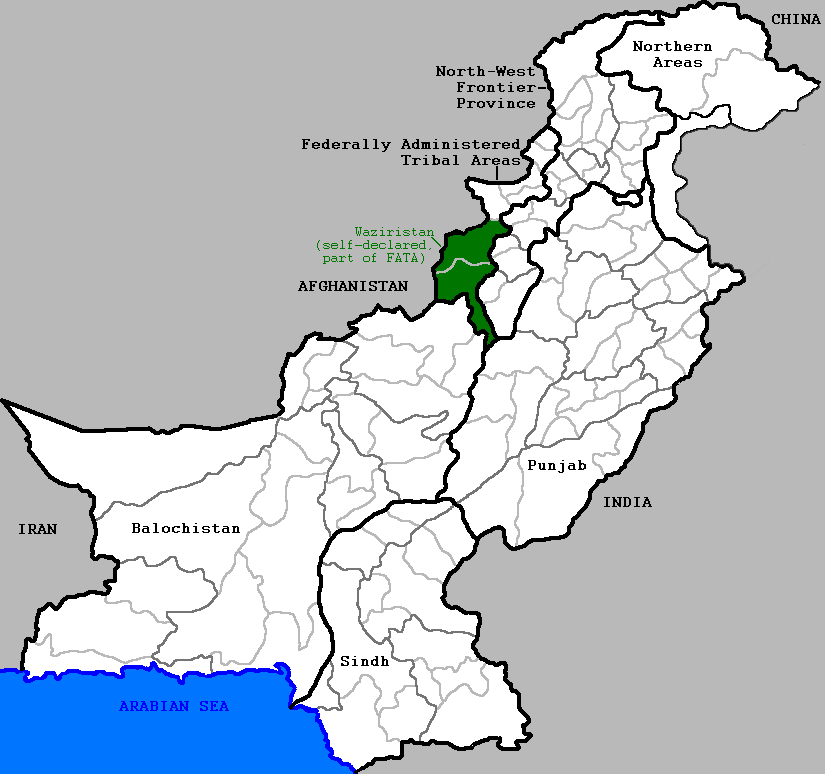
Wasiristan

Wasiristan (in englischer Transkription Waziristan; Paschto وزیرستان) ist eine Bergregion im nordwestlichen Pakistan an der Grenze zu Afghanistan mit einer Fläche von etwa 11.585 km².
Wasiristan umfasst das Gebiet westlich und südwestlich von Peschawar zwischen den Flüssen Tochi im Norden und Gomal im Süden und war bis 2018 Teil der pakistanischen Stammesgebiete unter Bundesverwaltung (FATA); seither gehört Wasiristan zur Provinz Khyber Pakhtunkhwa. Die Region ist in die beiden Teile Nordwasiristan und Südwasiristan eingeteilt.

## Geschichte
Bereits vor der Grenzziehung zwischen Afghanistan und Britisch-Indien am 12. November 1893 lebten in der gesamten Region paschtunische Stämme, deren Widerstand gegen die Kolonialherren durch britische Strafexpeditionen zwischen 1860 und 1945 dokumentiert ist.
Die unter britischem Druck zustande gekommene, 1893 für einhundert Jahre festgelegte Durand-Linie war als Demarkationslinie gedacht, trennte Wasiristan vom afghanischen Staatsgebiet und trennte das Siedlungsgebiet der Paschtunen. Dies verschärfte den Widerstand der Stämme und führte bereits vier Jahre später in Wasiristan zu der Revolte von 1897. Der britische Vizekönig in Indien erklärte daraufhin die gesamte Region zur einheitlichen „Nordwestprovinz“ (North-West Frontier Province (NWFP)). Es gelang den Briten bis zur Unabhängigkeit Indiens im Jahr 1947 nicht, die Region unter ihre Kontrolle zu bringen, wie die Paschtunen-Aufstände 1930 in Peschawar und 1936–1938 in Wasiristan zeigten.
Bei der Teilung von Britisch-Indien in die unabhängigen Staaten Pakistan und Indien im Jahr 1947 trat ein großer Teil der Paschtunen für ein ungeteiltes Indien oder für die Eingliederung der Paschtunengebiete (NWFP und FATA) an Afghanistan ein. Dieser Wunsch fand jedoch kein Gehör.
Während der sowjetischen Besetzung Afghanistans (1979–1989) war Wasiristan ein von der pakistanischen Regierung geduldetes Rückzugsgebiet für die Widerstandskämpfer.
Afghanistan besteht nach Ablauf des Durand-Abkommens 1993 wieder auf die Rückgabe dieser Gebiete (NWFP, FATA und der Nordosten Belutschistans) von Pakistan, welches die Rückgabe ablehnt. Aus diesem Grund gibt es heute auch keine offizielle Grenze zwischen den beiden Ländern.
Als 2001 die Taliban aus Kabul flüchteten, zogen sich die meisten von ihnen nach Wasiristan zurück, wo sie zweieinhalb Jahre unbehelligt von der pakistanischen Regierung leben konnten. Auch die Führung der Al-Qaida konnte sich mit Hilfe des Haqqani-Netzwerkes dorthin zurückziehen. Im März 2004 wurde bei einer pakistanischen Militäroffensive in Wasiristan ein zwei Kilometer langes Tunnelsystem entdeckt, das von einer Bergkette an der afghanischen Grenze zu Wohnhäusern im Dorf Kaloosha führte. In den Bergregionen Wasiristans werden weiterhin islamisch-fundamentalistische Rebellen und führende Köpfe der Al-Qaida vermutet.
Wasiristan war ab 2004 von den Drohnenangriffen in Pakistan betroffen. Die Region gilt als eines der Hauptzielgebiete.
Im Oktober 2009 begann die pakistanische Armee nach mehreren Terroristen-Anschlägen in Pakistan eine Großoffensive gegen die Taliban sowohl in Süd- als auch Nordwasiristan. Diese Militäroffensive mit mindestens 28.000 pakistanischen Soldaten sowie Artillerie- und Luftunterstützung war bereits im Juni 2009 angekündigt worden.

## Gliederung

### Nordwasiristan

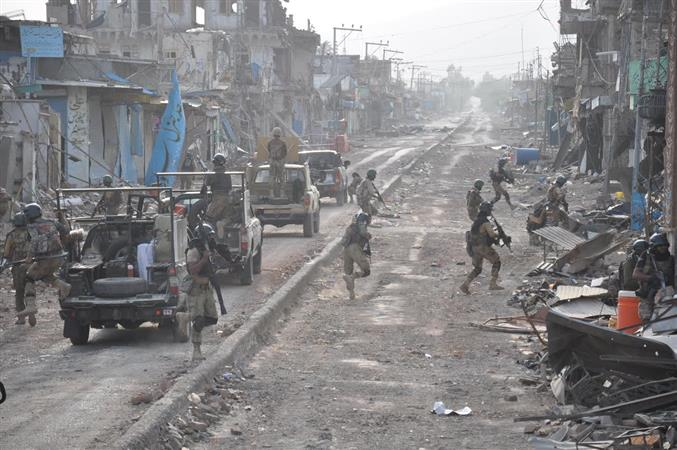
Militärische Operation in Nordwasiristan, 2015

Administratives Zentrum und größte Stadt des Gebiets ist Miranshah. Das Gebiet von knapp 4707 km² Fläche wird vorwiegend von den Darwesh Khel oder Wasir-Stämmen bewohnt, die der Region ihren Namen gegeben haben. Sie leben in befestigten Bergdörfern und betreiben in den Tälern am Fuße der Berge landwirtschaftlichen Anbau.

#### Dörfer
- Datta Khel
- Spinwam

### Südwasiristan
Der Süden mit etwa 6620 km² Fläche wird vor allem von Mahsud-Stämmen bewohnt, die in Zeltdörfern leben und bevorzugt Schafzucht betreiben. Der Sitz der regionalen Behörde von Südwasiristan ist in Wana. Diese Behörde untersteht nicht direkt der pakistanischen Zentralregierung, sondern wird indirekt durch einen Bevollmächtigten Pakistans verwaltet – manchmal ein Wasiri, manchmal ein Außenstehender.

#### Dörfer und Städte
- Makeen

## Bevölkerung
Wasiristan wird im Norden von 361.246 und im Süden von 429.841 Menschen bewohnt (1998). Die Region ist sozial und religiös eine streng konservative Region, in der Frauen sorgfältig abgeschirmt leben und jedem Haushalt ein männlicher Stammesbewohner vorsteht. Jeder Stamm gliedert sich in kleinere Stammeseinheiten, deren Dorfführer sich in der Dschirga absprechen. Blutfehden sind nicht ungewöhnlich.